# Chiesa di San Pietro (Gattinara)
La chiesa di San Pietro è un luogo di culto cattolico di Gattinara, in provincia di Vercelli.

## Storia
Una pieve dedicata a san Pietro era già ricordata nel 1147. La chiesa fu ricostruita a partire dal 1470 e fu probabilmente terminata verso il 1515-1525.
Nel 1529 il cardinale Mercurino Arborio di Gattinara, gran cancelliere dell'imperatore Carlo V stabilì  per testamento la fondazione di una casa di Canonici Regolari Lateranensi: la costruzione del convento terminò intorno al 1542.
Nel 1798-99 il convento diviene casa parrocchiale, essendosi sciolta la collegiata ivi esistente.
Nel 1820 don Carlo Caligaris affidò il progetto per la ricostruzione dell'edificio all'architetto gattinarese Pietro Delmastro, che nello stesso anno seguiva la ricostruzione in forme neoclassiche il campanile quattrocentesco. Nel 1832 si iniziarono i lavori di ricostruzione della chiesa, che a causa della scarsità di fondi si protrassero a lungo. Nel 1868, morto Delmastro, il completamento della fabbrica fu affidato ad Edoardo Arborio Mella, e quindi, poco dopo, a Giuseppe Locarni, al quale si deve il progetto della cupola in ferro e laterizio, terminata nel 1884 e decorata, insieme al resto della chiesa, nel 1958-59 dal pittore ticinese Mario Gilardi.

## Descrizione
Della chiesa quattrocentesca rimangono solo la base del campanile e la facciata, ornata da fregi laterizi, che ricalca modelli gotico lombardi molto frequenti nell'area vercellese. Sono presenti tre portoni barocchi in legno intagliato e formelle rappresentanti i santi titolari degli oratori presenti nei villaggi dalla cui fusione ebbe origine il borgo.
L'interno, ottocentesco, della chiesa è dominato dalla ripetizione, per la navata, per il presbiterio, e per il coro e sacrestia, di un modulo a pianta circolare, cadenzato da arconi e fasci di colonne.
Nelle cappelle laterali si conservano arredi provenienti dalla chiesa più antica. Nella seconda e terza cappella a destra si conservano gli altari marmorei settecenteschi del Sacro Cuore (1787- 88, di scuola lombarda) e del Carmine. A sinistra si aprono sulla navata lo "scurolo di San Benedetto" (neoclassico, progettato nel 1834 da Pietro Delmastro e dotato di urna lignea del 1699, opera di Felice Vimnera), che custodisce le ossa del santo, provenienti dalla catacomba romana di San Callisto, e all'oratorio della confraternita del Santissimo Sacramento, risalente al XVII secolo, dove è ospitata la statua lignea originale della Vergine di Rado (XV secolo), oggi sostituita nel santuario omonimo da una copia.
La volta del presbiterio è coperta da una volta decorata con stucchi neoclassici; verso il coro si trova la lapide sepolcrale originaria del cardinale Mercurino, recentemente restaurata.
Il coro ospita una statua marmorea di San Pietro, scolpita nel 1885 da Antonio Franzi, su progetto dello scultore vercellese Ercole Villa, e scranni lignei scolpiti, probabilmente risalenti all'inizio del XVIII secolo.
Del convento eretto per volontà del cardinale Mercurino rimane il chiostro cinquecentesco, con colonne in pietra dai capitelli scolpiti. All'interno della casa parrocchiale si conservano i vani al pianterreno: un grande salone, ornato con ritratti ottocenteschi dei parroci e da una grande tela di Gaudenzio Ferrari con l'Ultima Cena, una sala d'angolo con volta ad ombrello, uno scalone in pietra ed i piccoli ambienti dell'atrio e della biblioteca.

## Sepolcro del Cardinale Mercurino Arborio Gattinara

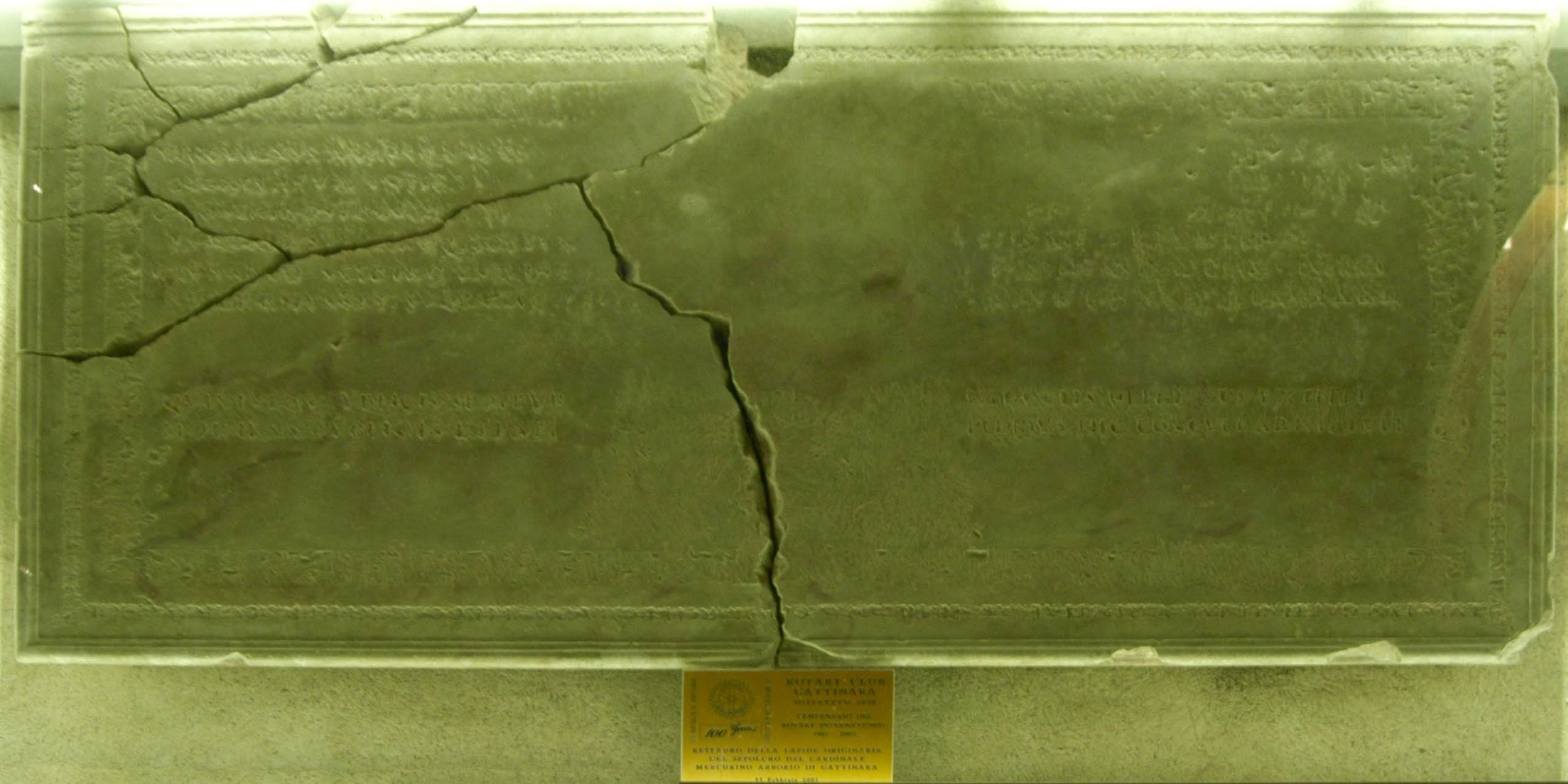
La pietra tombale del Cardinale Mercurino Arborio Gattinara

Seguendo le volontà testamentarie del Gran Cancelliere di Carlo V, morto improvvisamente ad Innsbruck nel 1530, il suo corpo venne sepolto ai piedi dell’altare maggiore della chiesa di San Pietro al fine di essere calpestato durante le funzioni religiose in segno di grande umiltà.
La pietra tombale venne distrutta durante l’occupazione francese e rimase nello stato in cui si trova ancora oggi. Nel 1899 vennero traslate le spoglie del Cardinale nel nuovo sepolcro ai piedi del nuovo altare maggiore, con realizzazione di una nuova pietra tombale.